# Кулазух
Кулазух (лат. Koolasuchus — «Крокодил Лесли Кула») — вымерший род темноспондильных амфибий из семейства Chigutisauridae, живших в аптском веке раннего мелового периода. Типовой и единственный вид Koolasuchus cleelandi — самый поздний из известных темноспондильных.
В 1989 году были найдены две 80-сантиметровые челюсти кулазуха около города Сан-Ремо в Австралии. Научное описание животное получило в 1997 году.

## История изучения

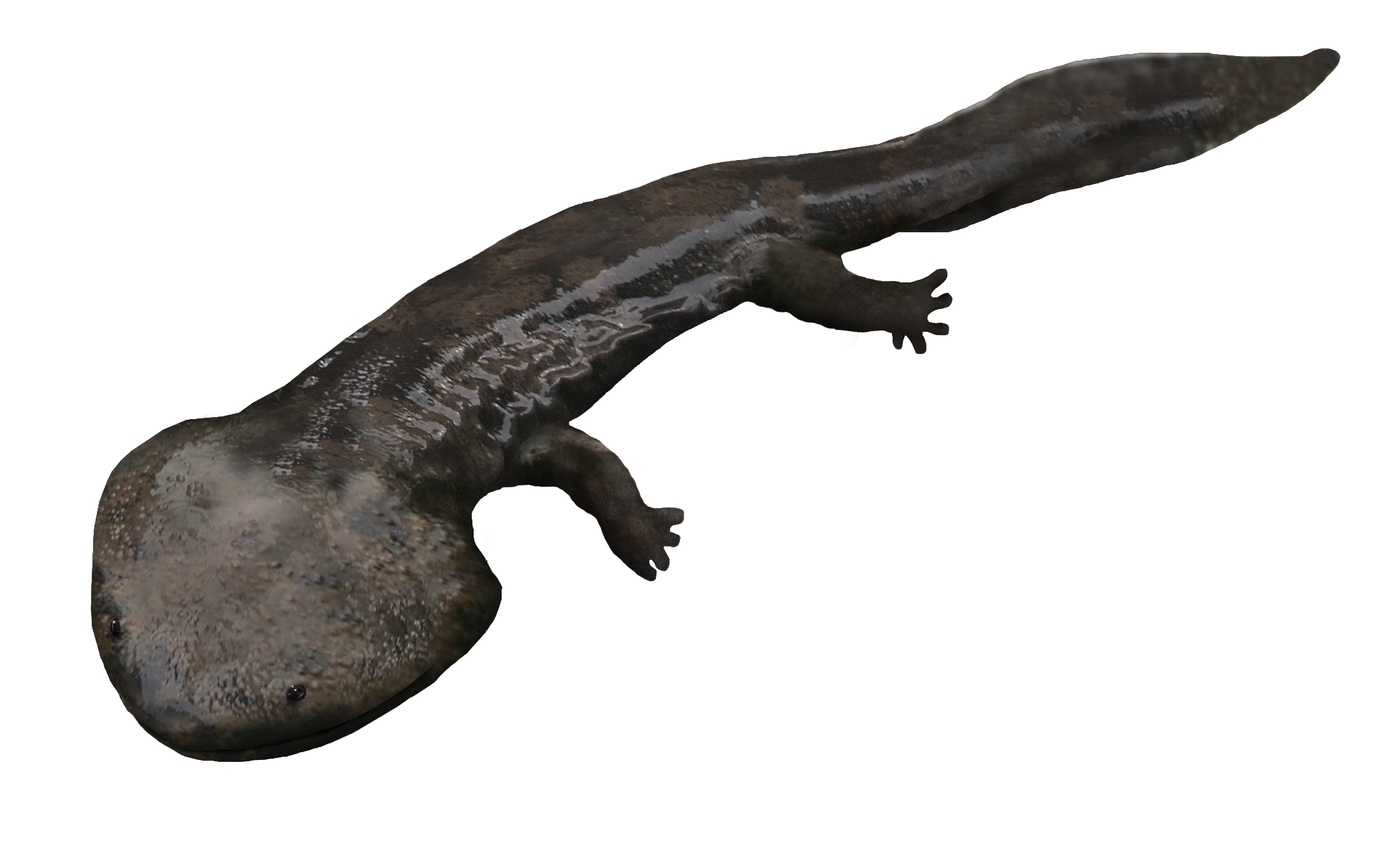
Реконструкция

Первой находкой окаменелых остатков темноспондильных амфибий, найденной в отложениях группы Strzelecki, был NMV-PI56988 — фрагмент задней части челюсти, обнаруженный примерно в 1980 году. Фрагмент челюсти был впервые упомянут в публикации 1986 года Anne Warren и R. Jupp, которые не смогли однозначно идентифицировать его из-за мелового возраста образца, который был намного моложе любого другого известного на тот момент образца темноспондила. В 1991 году были обнаружены дополнительные останки, в том числе NMV-PI86040, межпозвоночный диск (часть позвонка), и NMV-PI86101, изолированная кость свода черепа (вероятно, лобная, супратемпоральная или теменная). Морфология кости крыши черепа позволила авторам предположить, что темноспондилы были либо представителями Plagiosauridae, либо Brachyopoidea.
Род кулазух был назван и описан в 1997 году. Останки датируются аптским ярусом нижнемеловой формации Вонтагги (Wonthaggi Formation) группы Strzelecki в Виктории. Известно четыре фрагмента нижней челюсти и несколько посткраниальных костей, включая рёбра, позвонки, малоберцовую кость и части передних конечностей. В 1978 году в местечке Панч-Боул (Punch Bowl), недалеко от города Сан-Ремо (San Remo), была найдена челюсть. Более поздние образцы были найдены в 1989 году на близлежащем пляже Роуэллс-Бич (Rowell's Beach). Также известен частичный череп, но он не был полностью изучен и опубликован. Родовое название было дано в честь палеонтолога Лесли Кула (Lesley Kool). Название также является игрой слов, отсылающей к холодному климату, в котором он обитал. Видовое название K. cleelandi отсылает к геологу Майку Клиланду (Mike Cleeland).

## Описание

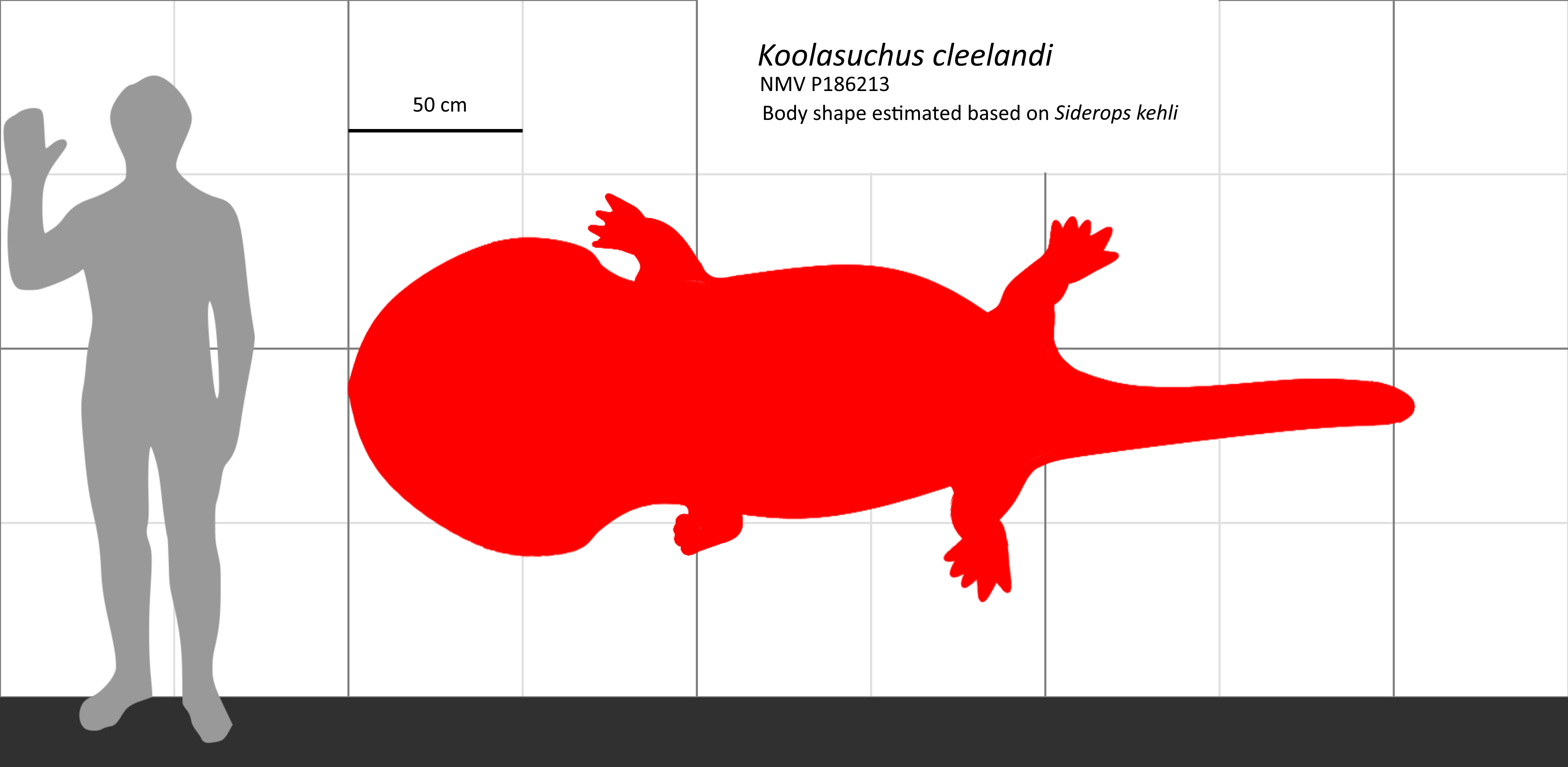
Сравнение размеров кулазуха с человеком (реконструкция выполнена на основе строения родственного Siderops)

Кулазух был крупным водным животным длиной до 3 метров и весом до 500 килограммов. Как и у других представителей Chigutisauridae, у него была широкая округлая голова и пластинчатые выступы на задней части черепа. Несмотря на то, что череп представлен неполным материалом, его полная длина, вероятно, составляла 65 сантиметров.
Кулазух отличается от большинства других темноспондилов кроме Siderops и Hadrokkosaurus тем, что ветвь нижней челюсти «сочленовная кость отделена от дорсальной поверхности постглазничной области швом между супрамандибулярной и преартикулярной костями» и отличается от этих двух таксонов отсутствием короноидных зубов.

## Палеоэкология

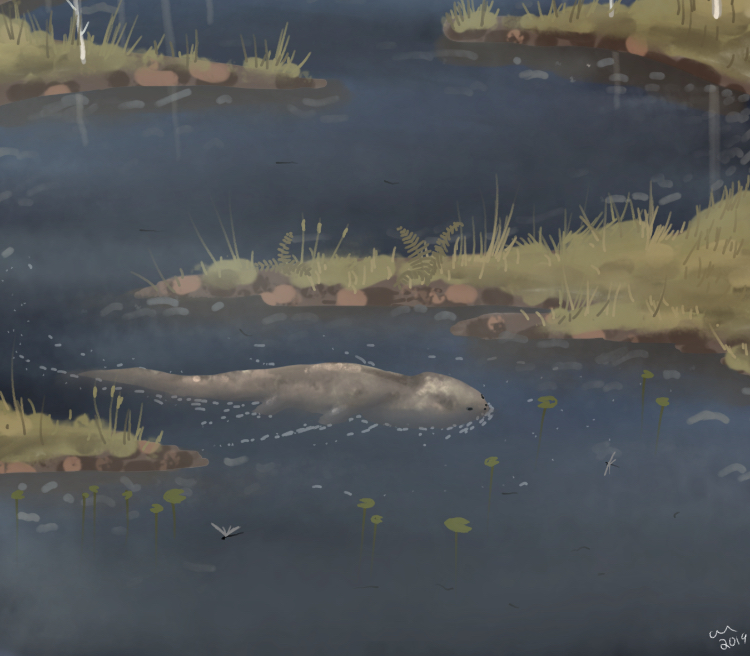
Реконструкция

Кулазух обитал в рифтовых долинах на юге Австралии в раннем меловом периоде. В то время эта территория находилась за Южным полярным кругом, и температура была относительно низкой для мезозоя. Судя по крупнозернистым породам, в которых были найдены останки, кулазух, вероятно, жил в быстрых ручьях. Будучи крупным водным хищником, он вёл образ жизни, схожий с образом жизни крокодилов. Хотя в раннем меловом периоде Eusuchia и родственные им животные были широко распространены, 120 миллионов лет назад они отсутствовали на юге Австралии, возможно, из-за холодного климата. 110 млн лет назад, судя по окаменелостям в Dinosaur Cove, температура повысилась, и крокодилы вернулись в этот регион. Эти крокодилы, вероятно, вытеснили кулазуха, что привело к его исчезновению.

## В массовой культуре
Кулазух фигурирует в сериале ВВС «Прогулки с динозаврами», также он показан в эпизоде диснеевского мультфильма «Динозавр».
Присутствует в игре для iOS и Android по мотивам одноименного фильма «Мир юрского периода».
K. cleelandi был принят в качестве ископаемой эмблемы штата Виктория (Австралия) 13 января 2022 года.